# Una serata sul Titano
Una serata sul Titano è stato un programma televisivo in onda su San Marino RTV tra il 2014 e il 2015 con la conduzione di Pippo Baudo.

## Il programma
La trasmissione è andata in onda dal 4 ottobre 2014 al 26 dicembre 2015 su San Marino tv per due edizioni (per un totale di 20 puntate in onda il sabato), condotte da Pippo Baudo.
Il talk show era dedicato alla storia della televisione, della musica e dello spettacolo italiano.

## Puntate

### Prima edizione
| Puntata | Data       | Ospiti            |
| ------- | ---------- | ----------------- |
| 1       | 04/10/2014 | Erminia Manfredi  |
| 2       | 11/10/2014 | Lina Wertmuller   |
| 3       | 18/10/2014 | Pupi Avati        |
| 4       | 25/10/2014 | Liliana De Curtis |
| 5       | 01/11/2014 | Fabio Armiliato   |
| 6       | 08/11/2014 | Daniela Dessì     |
| 7       | 22/11/2014 | Laura Efrikian    |
| 8       | 29/11/2014 | Giorgio Capitani  |
| 9       | 06/12/2014 | Tuccio Musumeci   |
| 10      | 12/12/2014 | Vincenzo Bellini  |

### Seconda edizione
| Puntata | Data       | Ospiti            |
| ------- | ---------- | ----------------- |
| 1       | 10/10/2015 | Giovanni Allevi   |
| 2       | 24/10/2015 | Silvia Tortora    |
| 3       | 31/10/2015 | Massimo Lopez     |
| 4       | 07/11/2015 | Lorella Cuccarini |
| 5       | 14/11/2015 | Gloria Guida      |
| 6       | 28/11/2015 | Paola Gassman     |
| 7       | 05/12/2015 | Daniela Zuccoli   |
| 8       | 12/12/2015 | Luigi De Filippo  |
| 9       | 19/12/2015 | Letizia Moratti   |
| 10      | 26/12/2015 |                   |